# 대한민국-키르기스스탄 관계
대한민국-키르기스스탄 관계는 대한민국과 키르기스스탄 간의 관계이다.

## 역사
정부는 소련 해체 이후 키르기스스탄을 1991년 12월 30일 우크라이나, 아제르바이잔, 아르메니아, 벨로루시, 카자흐스탄, 몰도바, 타지키스탄, 투르크메니스탄, 우즈베키스탄 등과 함께 독립국가로 승인하였다.
키르기즈는 북한과 1992년 1월 21일, 대한민국과 1992년 1월 31일에 수교하였다.
본래 주우즈베키스탄 대한민국 대사관에서 키르기즈 관련 업무를 겸임하다 2008년 7월 공관을 신설하였다.
2024년 12월 3일, 양국 관계가 '포괄적 동반자 관계'로 격상되었다.

## 주요 정상회담 목록
| 양국 정상회담 일람 (1992년~현재) | 양국 정상회담 일람 (1992년~현재) | 양국 정상회담 일람 (1992년~현재) | 양국 정상회담 일람 (1992년~현재) | 양국 정상회담 일람 (1992년~현재)  | 양국 정상회담 일람 (1992년~현재) |
| 날짜                             | 정상                             | 정상                             | 장소                             | 비고                              | 각주                             |
| 날짜                             | 대한민국                         | 키르기스스탄                     | 장소                             | 비고                              | 각주                             |
| -------------------------------- | -------------------------------- | -------------------------------- | -------------------------------- | --------------------------------- | -------------------------------- |
| 2013년 11월 19일                 | 박근혜                           | 알마즈베크 아탐바예프            | 대한민국                         |                                   | [ 4 ]                            |
| 2024년 12월 3일                  | 윤석열                           | 사디르 자파로프                  | 대한민국                         | 양국 관계 '포괄적동반자관계' 격상 | [ 3 ]                            |

## 같이 보기
- 주한 키르기스스탄 대사관
- 대한민국의 대외 관계